# Babic
Le babic, est une charcuterie roumaine d'origine serbe comme le nom l'indique, à base de viande de porc et de bœuf fumée, séchée et épicée. 

## Consommation
Le babic peut être servi comme apéritif avec de la bière ou de la Țuică, et il est utilisé à la préparation de plats : soupe de légumes, omelettes, riz pilaf, ragoûts. 